# إحصائيات سوء التغذية الوبائية

معدل السنة الحياتية للإعاقة عن نقص التغذية لكل 100,000 نسمة في عام 2002. نقص التغذية يشمل: سوء التغذية بالبروتين والطاقة، اليود، نقص الفيتامينات، فقر الدم بسبب نقص الحديد.
لا توجد بيانات
أقل من 150
150-300
300-450
450-600
600-750
750-900
900-1050
1050-1200
1200-1350
1350-1500
1500-1750
أكثر من 1750

عانى حوالي 759 مليون شخص من سوء التغذية في عام 2014، وقد انخفض هذا الرقم بحوالي 216 مليون شخص منذ عام 1990، على الرغم من حقيقة أن العالم ينتج بالفعل ما يكفي من الغذاء لإطعام كل البشر (7 مليار نسمة) كما أنه من الممكن تغذية حتى 12 مليار نسمة.

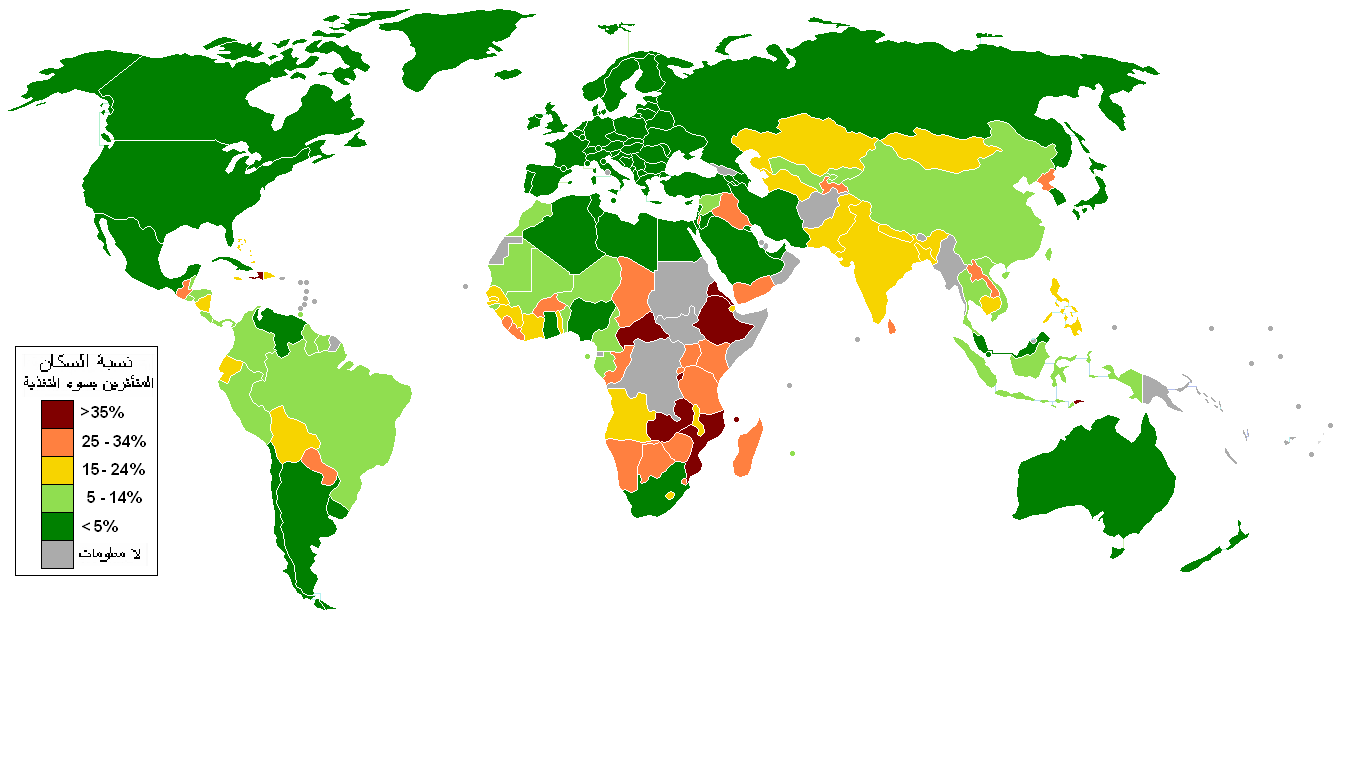
النسبة المئوية من السكان المتضررين من نقص التغذية حسب البلد، ووفقا لإحصاءات الأمم المتحدة من عام 2012.

| العام                                         | 1990 | 1995 | 2005 | 2008 | 2014 |
| --------------------------------------------- | ---- | ---- | ---- | ---- | ---- |
| من يعانون من نقص التغذية في العالم (بالمليون) | 843  | 788  | 848  | 923  | 795  |

| العام                                                     | 1970 | 1980 | 1990 | 2005 | 2007 | 2014 |
| --------------------------------------------------------- | ---- | ---- | ---- | ---- | ---- | ---- |
| النسبة المئوية ممن يعانون من سوء التغذية في العالم النامي | 37 % | 28 % | 20 % | 16 % | 17 % | 13 % |

## حسب البلد
عدد من يعانون من نقص التغذية (بالمليون) في الفترة 2010-2012، 2014-2016 (المتوقع). وفقا لمنظمة الأغذية والزراعة عانى حوالي 5 مليون شخص أو أكثر من سوء التغذية في هذه البلدان في الفترة 2001-2003 وفي الفترة 2005-2007.
| البلد          | 2010–2012             | 2014–2016 |
| -------------- | --------------------- | --------- |
| الهند          | 189.9                 | 194.6     |
| الصين          | 163.2                 | 133.8     |
| باكستان        | 38.3                  | 41.4      |
| إثيوبيا        | 32.1                  | 31.6      |
| إندونيسيا      | 26.9                  | 19.4      |
| بنغلاديش       | 26.5                  | 26.3      |
| تنزانيا        | 16.1                  | 16.8      |
| الفلبين        | 12.7                  | 13.7      |
| فيتنام         | 12.2                  | 10.3      |
| كوريا الشمالية | 10.3                  | 10.5      |
| نيجيريا        | 10.2                  | 12.9      |
| كينيا          | 10.0                  | 9.9       |
| السودان        | غ/م (10.2 في 2007-08) | غ/م       |
| ميانمار        | 9.4                   | 7.7       |
| أوغندا         | 8.7                   | 10.3      |
| العراق         | 7.8                   | 8.1       |
| موزامبيق       | 7.3                   | 6.9       |
| مدغشقر         | 6.9                   | 8.0       |
| زامبيا         | 6.9                   | 7.4       |
| اليمن          | 6.1                   | 6.7       |
| تايلاند        | 6.0                   | 5.0       |
| كولومبيا       | 5.3                   | 4.4       |
| هايتي          | 4.9                   | 5.7       |
| زمبابوي        | 4.5                   | 5.0       |

ملاحظة: يُعرف هذا الجدول «سوء التغذية»، حسب تعريف منظمة الأغذية والزراعة، ويمثل عدد المستهلكين (في المتوسط من عام 2010 إلى 2012) لأقل من الحد الأدنى من الطاقة الغذائية (لكل سعرة حرارية للفرد الواحد في اليوم) الضروري بالنسبة للشخص العادي للبقاء في صحة جيدة أثناء أداء النشاط البدني الخفيف. يعتبر هذا المؤشر مؤشرًا معتدلًا لا يأخذ في الاعتبار الاحتياجات الإضافية لمن يمارسون الأنشطة العنيفة، أو التغيرات الموسمية في استهلاك المواد الغذائية أو غيرها من مصادر التباين مثل الفروق الفردية في متطلبات الطاقة. يعتبر سوء التغذية ونقص التغذية عملية تراكمية لا تنتج عن عمل يوم واحد من تناول الطعام (أو نقص تناوله). هذا الجدول لا يمثل عدد الأشخاص الذين «يذهبون إلى الفراش جوعى يوميًا».
تضم القائمة التالية البلدان حسب نسبة السكان مع نقص التغذية، كما حددتها الأمم المتحدة وبرنامج الأغذية العالمي للأمم المتحدة للأغذية والزراعة في «حالة انعدام الأمن الغذائي في العالم» عام 2009.
| التصنيف       | البلد                       | نسبة السكان المعانون من نقص التغذية بين عامي 1990- 1992 | نسبة السكان المعانون من نقص التغذية بين عامي 2004-2006 |
| ------------- | --------------------------- | ------------------------------------------------------- | ------------------------------------------------------ |
| 1             | جمهورية الكونغو الديمقراطية | 29%                                                     | 75%                                                    |
| 2             | إريتريا                     | 67%                                                     | 66%                                                    |
| 3             | بوروندي                     | 44%                                                     | 63%                                                    |
| 4             | هايتي                       | 63%                                                     | 58%                                                    |
| 5             | سيراليون                    | 45%                                                     | 46%                                                    |
| 6             | زامبيا                      | 40%                                                     | 45%                                                    |
| 7             | أنغولا                      | 66%                                                     | 44%                                                    |
| 8             | إثيوبيا                     | 71%                                                     | 44%                                                    |
| 9             | جمهورية أفريقيا الوسطى      | 47%                                                     | 41%                                                    |
| 10            | رواندا                      | 45%                                                     | 40%                                                    |
| 11            | زيمبابوي                    | 40%                                                     | 39%                                                    |
| 12            | تشاد                        | 59%                                                     | 38%                                                    |
| 13            | ليبيريا                     | 30%                                                     | 38%                                                    |
| 14            | موزمبيق                     | 59%                                                     | 37%                                                    |
| 15            | توغو                        | 45%                                                     | 37%                                                    |
| 16            | مدغشقر                      | 32%                                                     | 35%                                                    |
| 17            | تنزانيا                     | 28%                                                     | 35%                                                    |
| 18            | كوريا الشمالية              | 21%                                                     | 32%                                                    |
| 19            | اليمن                       | 30%                                                     | 32%                                                    |
| 20            | كينيا                       | 33%                                                     | 30%                                                    |
| 21            | مالاوي                      | 45%                                                     | 29%                                                    |
| 22            | منغوليا                     | 30%                                                     | 29%                                                    |
| 23            | غامبيا                      | 20%                                                     | 29%                                                    |
| 24            | النيجر                      | 38%                                                     | 28%                                                    |
| 25            | بنغلاديش                    | 36%                                                     | 26%                                                    |
| 26            | بوتسوانا                    | 20%                                                     | 26%                                                    |
| 27            | طاجيكستان                   | 34%                                                     | 26%                                                    |
| 28            | كمبوديا                     | 38%                                                     | 25%                                                    |
| 29            | السنغال                     | 28%                                                     | 25%                                                    |
| 30            | الهند                       | 29%                                                     | 24%                                                    |
| 31            | أذربيجان                    | 27%                                                     | 25%                                                    |
| 32            | بوليفيا                     | 24%                                                     | 23%                                                    |
| 33            | الكاميرون                   | 34%                                                     | 23%                                                    |
| 34            | باكستان                     | 24%                                                     | 22%                                                    |
| 35            | جمهورية الكونغو             | 40%                                                     | 21%                                                    |
| 36            | جمهورية الدومينيكان         | 27%                                                     | 21%                                                    |
| 37            | نيكاراغوا                   | 52%                                                     | 21%                                                    |
| 38            | سريلانكا                    | 27%                                                     | 21%                                                    |
| 39            | السودان                     | 31%                                                     | 20%                                                    |
| 40            | بنين                        | 28%                                                     | 19%                                                    |
| 41            | لاوس                        | 27%                                                     | 19%                                                    |
| 42            | ناميبيا                     | 29%                                                     | 19%                                                    |
| 43            | سوازيلاند                   | 12%                                                     | 18%                                                    |
| 44            | ميانمار                     | 44%                                                     | 17%                                                    |
| 45            | بنما                        | 18%                                                     | 17%                                                    |
| 46            | تايلاند                     | 29%                                                     | 17%                                                    |
| الدول النامية | 20%                         | 16%                                                     |                                                        |
| 47            | غواتيمالا                   | 14%                                                     | 16%                                                    |
| 48            | إندونيسيا                   | 19%                                                     | 16%                                                    |
| 49            | نيبال                       | 21%                                                     | 16%                                                    |
| 50            | ليسوتو                      | 15%                                                     | 15%                                                    |
| 51            | الفلبين                     | 21%                                                     | 15%                                                    |
| 52            | أوغندا                      | 19%                                                     | 15%                                                    |
| 53            | ساحل العاج                  | 15%                                                     | 14%                                                    |
| 54            | الإكوادور                   | 24%                                                     | 13%                                                    |
| 55            | بيرو                        | 28%                                                     | 13%                                                    |
| 56            | فيتنام                      | 28%                                                     | 13%                                                    |
| 57            | أوزبكستان                   | 5%                                                      | 13%                                                    |
| 58            | هندوراس                     | 19%                                                     | 12%                                                    |
| 59            | جورجيا                      | 47%                                                     | 12%                                                    |
| 60            | باراغواي                    | 16%                                                     | 12%                                                    |
| 61            | فنزويلا                     | 14%                                                     | 12%                                                    |
| 31            | أرمينيا                     | 43%                                                     | 10%                                                    |
| 63            | الصين                       | 15%                                                     | 10%                                                    |
| 64            | كولومبيا                    | 15%                                                     | 10%                                                    |
| 65            | السلفادور                   | 9%                                                      | 10%                                                    |
| 66            | مالي                        | 14%                                                     | 10%                                                    |
| 67            | ترينيداد وتوباغو            | 11%                                                     | 10%                                                    |
| 68            | بوركينا فاسو                | 14%                                                     | 9%                                                     |
| 69            | غانا                        | 34%                                                     | 8%                                                     |
| 70            | نيجيريا                     | 15%                                                     | 8%                                                     |
| 71            | سورينام                     | 11%                                                     | 7%                                                     |
| 72            | غويانا                      | 18%                                                     | 6%                                                     |
| 73            | موريشيوس                    | 7%                                                      | 6%                                                     |
| 74            | تركمانستان                  | 9%                                                      | 6%                                                     |
| 75            | جامايكا                     | 11%                                                     | 5%                                                     |
| 76            | الجزائر                     | <5%                                                     | <5%                                                    |
| 77            | الأرجنتين                   | <5%                                                     | <5%                                                    |
| 78            | البرازيل                    | 6%                                                      | <5%                                                    |
| 79            | تشيلي                       | 7%                                                      | <5%                                                    |
| 80            | كوستاريكا                   | 6%                                                      | <5%                                                    |
| 81            | كوبا                        | 5%                                                      | <5%                                                    |
| 82            | مصر                         | <5%                                                     | <5%                                                    |
| 83            | الغابون                     | 5%                                                      | <5%                                                    |
| 84            | إيران                       | <5%                                                     | <5%                                                    |
| 85            | الأردن                      | <5%                                                     | <5%                                                    |
| 86            | كازاخستان                   | <5%                                                     | <5%                                                    |
| 87            | قرغيزستان                   | 9%                                                      | <5%                                                    |
| 88            | الكويت                      | 20%                                                     | <5%                                                    |
| 89            | لبنان                       | <5%                                                     | <5%                                                    |
| 90            | ليبيا                       | <5%                                                     | <5%                                                    |
| 91            | ماليزيا                     | <5%                                                     | <5%                                                    |
| 92            | المكسيك                     | 5%                                                      | <5%                                                    |
| 93            | المغرب                      | 5%                                                      | <5%                                                    |
| 94            | السعودية                    | <5%                                                     | <5%                                                    |
| 95            | سوريا                       | <5%                                                     | <5%                                                    |
| 96            | تونس                        | <5%                                                     | <5%                                                    |

- المصدر: منظمة الأغذية والزراعة: حالة انعدام الأمن الغذائي في العالم عام 2009
- المصدر: إحصاءات منظمة الأغذية والزراعة قسم
- المصدر: برنامج الأغذية العالمي التابع للأمم - خريطة الجوع في العالم[وصلة مكسورة]

## الشرق الأوسط
ارتفعت معدلات سوء التغذية في العراق من 19% قبل الغزو الذي قادته الولايات المتحدة إلى متوسط بلغ 28% بعد أربع سنوات. وبحلول عام 2010، وفقًا للأمم المتحدة للأغذية والزراعة، عانى 8% فقط من سوء التغذية. (انظر البيانات أعلاه.)

## جنوب آسيا (المعروفة أيضا باسم القارة الهندية)
وفقًا لمؤشر الجوع العالمي، كان لدى جنوب آسيا (المعروفة أيضًا باسم القارة الهندية) أعلى معدل سوء التغذية لدى الأطفال في المنطقة. كان لدى الهند، التي تصنف إلى حد كبير كبلد نباتي وثاني أكبر بلد في العالم من حيث عدد السكان، أكبر عدد من حالات سوء التغذية في المنطقة. ذكر تقرير عام 2006 أن "تدني وضع المرأة في بلدان جنوب آسيا والجهل بالمعرفة الغذائية هي أهم عوامل ارتفاع معدل انتشار نقص الوزن بين الأطفال في المنطقة وأخطر أن جنوب آسيا " لديها ممارسات غير منضبطة لتغذية ورعاية الأطفال الصغار".
يعاني 30% من الأطفال في الهند من نقص الوزن،  وهو واحد من أعلى المعدلات في العالم بما يقرب من ضعف معدل أفريقيا جنوب الصحراء الكبرى.
ناقش أحد البحوث التي تهدف للتغلب على استمرار نقص التغذية والذي نُشر من قبل معهد دراسات التنمية، باعتبار الهنداو قوة اقتصادية وموطن ثلث أشخاص العالم الذين يعانون من سوء التغذية يعكس فشل إدارة التغذية: «ضعف القدرة على تقديم الخدمات المناسبة في الوقت المناسب حق من حقوق السكان، وعدم القدرة على الاستجابة لاحتياجات المواطنين وضعف الإدارة كلها من مظاهر فشل إدارة التغذية.» وتشير البحوث إلى أنه يلزم للقضاء على نقص التغذية في الهند يجب تعزيز البحوث الجديدة التي تركز على سياسة إدارة التغذية. وبوجود معدل التقدم الحالي، لن يتم الوصول إلى هدفMDG1 من تحسين الحالة الغذائية إلافي عام 2042 مع عواقب وخيمة على الإنسان وعرقلة الرفاهية والنمو الاقتصادي.

## الولايات المتحدة
وفقًا لوزارة الزراعة الأمريكية في عام 2015، عانى 50 مليون أمريكي من انعدام الأمن الغذائي في عام 2009، بما في ذلك 17 مليون طفل. هذا يمثل واحدًا من بين كل أربعة أطفال أمريكيين. على الرغم من أن وزارة الزراعة بالولايات المتحدة أفادت في عام 2012 أن ما يقدر بنحو 85.5 في المائة من الأسر في البلاد آمنة للغذاء، فإن ملايين الأشخاص في أمريكا يعانون من خطر الجوع أو يواجهون الجوع يوميًا. تعرف وزارة الزراعة الأمريكية الأمن الغذائي على أنه الحالة الاقتصادية للأسرة التي يمكن فيها الوصول بشكل موثوق إلى كمية كافية من الغذاء بحيث يمكن لجميع أفراد الأسرة أن يعيشوا حياة إنتاجية صحية. يرتبط الجوع في الغالب بالفقر لأن نقص الغذاء يساعد على إدامة دورة الفقر. من الواضح أنه عندما يعيش الأفراد في فقر، فإنهم يفتقرون إلى الموارد المالية لشراء الطعام أو الدفع مقابل الأحداث غير المتوقعة، مثل الطوارئ الطبية. عندما تنشأ مثل هذه الحالات الطارئة، تضطر الأسر إلى تقليص الإنفاق على الغذاء حتى تتمكن من تلبية المتطلبات المالية لحالة الطوارئ غير المتوقعة. لا يوجد سبب واحد للجوع بل شبكة معقدة ومتشابكة من عدة عوامل. من بين أكثر الفئات السكانية تعرضا للجوع هم كبار السن والأطفال والأشخاص الذين يعيشون في حالة اجتماعية اقتصادية متدنية والأقليات؛ ومع ذلك، تأثير الجوع لا يقتصر على هؤلاء الأفراد. أكبر منظمة إغاثة غذائية غير ربحية في الولايات المتحدة، بإطعام أمريكا، تطعم 46.5 مليون مواطن سنويًا لمعالجة مشكلة انعدام الأمن الغذائي في البلاد. هذا يعادل واحدًا من كل سبعة أمريكيين يحتاجون إلى مساعداتهم في سنة معينة. المنظمة التي تركز على توفير الغذاء لكبار السن هي وجبات علي عجلات، وهي منظمة غير ربحية تقدم وجبات الطعام إلى منازل كبار السن. تعمل الحكومة أيضًا على توفير الإغاثة من خلال برامج مثل برنامج المساعدة التغذوية التكميلية الذي كان معروفًا في السابق للجمهور بأسم طوابع الطعام. البرنامج الحكومي المعروف الآخر هو البرنامج الوطني للغداء المدرسي الذي يقدم وجبات غداء مجانية أو مخفضة للطلاب المؤهلين للبرنامج. ارتفع عدد الأميركيين الذين يعانون من الجوع بعد الأزمة المالية في عام 2008، حيث يشكل الأطفال والبالغون العاملون الآن نسبة كبيرة من المتضررين. في عام 2012، أفاد بنك غلينرز إنديانا فود بأن هناك الآن 50 مليون أمريكي يعانون من انعدام الأمن الغذائي (حوالي واحد من كل 6 من السكان)، وأن عدد الأشخاص الذين يطلبون المساعدة من بنوك الطعام قد زاد بنسبة 46 ٪ منذ عام 2005. وفقًا لدراسة أجريت عام 2012 من قبل مركز أبحاث السياسة الصحية بجامعة كاليفورنيا، فإن المتزوجين الذين يعملون ولكن لديهم دخل منخفض يحتاجون أحيانًا إلى مساعدة من بنوك الغذاء.
عادةً ما يفتصر سوء التغذية لدى الأطفال على البلدان النامية، ولكن على الرغم من حدوث معظم حالات سوء التغذية هناك، إلا أنها تتواجد بشكل مستمر في الدول المتقدمة. على سبيل المثال في الولايات المتحدة الأمريكية، يتعرض واحد من كل ستة أطفال إلى خطر الجوع. تدل بيانات إحدى الدراسات لعام 2005-2007 من مكتب الإحصاء الأميركي، وزارة الزراعة، على أن ما يقدر بنحو 3.5 مليون طفل دون سن الخامسة يواجهون خطر الجوع في الولايات المتحدة.
في البلدان المتقدمة، لا تنتج مشكلة الجوع تلك بسبب نقص الغذاء أو برامج التغذية، ولكن يرجع هذا إلى حد كبير إلى عدم الاستفادة من البرامج القائمة المصممة لمعالجة هذه المسألة، مثل طوابع الطعام أو الوجبات المدرسية. يتعلق العديد من المواطنين في البلدان الغنية مثل الولايات المتحدة الأمريكية بوصمات برامج الغذاء التي تثبط من تناول الطعام. في الولايات المتحدة الأمريكية، يستفيد حوالي 60% فقط من المؤهلين للحصول على قسائم برامج الغذاء.
ذكرت وزارة الزراعة الأمريكية أنه في عام 2003، 1 فقط من أصل 200 من الأسر في الولايات المتحدة مع الأطفال عانت بشدة من انعدام الأمن الغذائي مع تعرض الأطفال للجوع ولو لمرة واحدة خلال العام. عانت نسبة أكبر من الأعضاء البالغين في هذه الأسر (3.8 في المئة) أ من الجوع ليوم واحد على الأقل خلال السنة بسبب عدم القدرة على تحمل ما يكفي من الغذاء.